# 3010 (rappeur)
3010, de son vrai nom Bensamir Bachirou, est un rappeur et beatmaker français originaire de Trappes.

## Biographie
Né en 1991 à Trappes dans les Yvelines, 3010 se fait remarquer en 2011 avec les mixtapes Premium I et Premium II, en collaboration avec DJ Battle. Il enchaîne ensuite avec des apparitions aux côtés de La Fouine, Oxmo Puccino et Triptik. En octobre 2012, il dévoile Premium III, suivi de plusieurs singles, dont Lamborghini Twingo et Le Suivant. Signé chez Polydor, il revient en 2013 avec le titre Ma paire et l’EP Program. Son album, Nemo, sort sous le même label en 2015,.
En 2020, il participe à la Don Dada Mixtape d'Alpha Wann, sur le morceau 3095 pt2 en tant que rappeur et sur philly flinguo en tant que beatmaker. Les titres sont respectivement certifiés or et platine par le SNEP.